# Liste des principales œuvres pour violoncelle

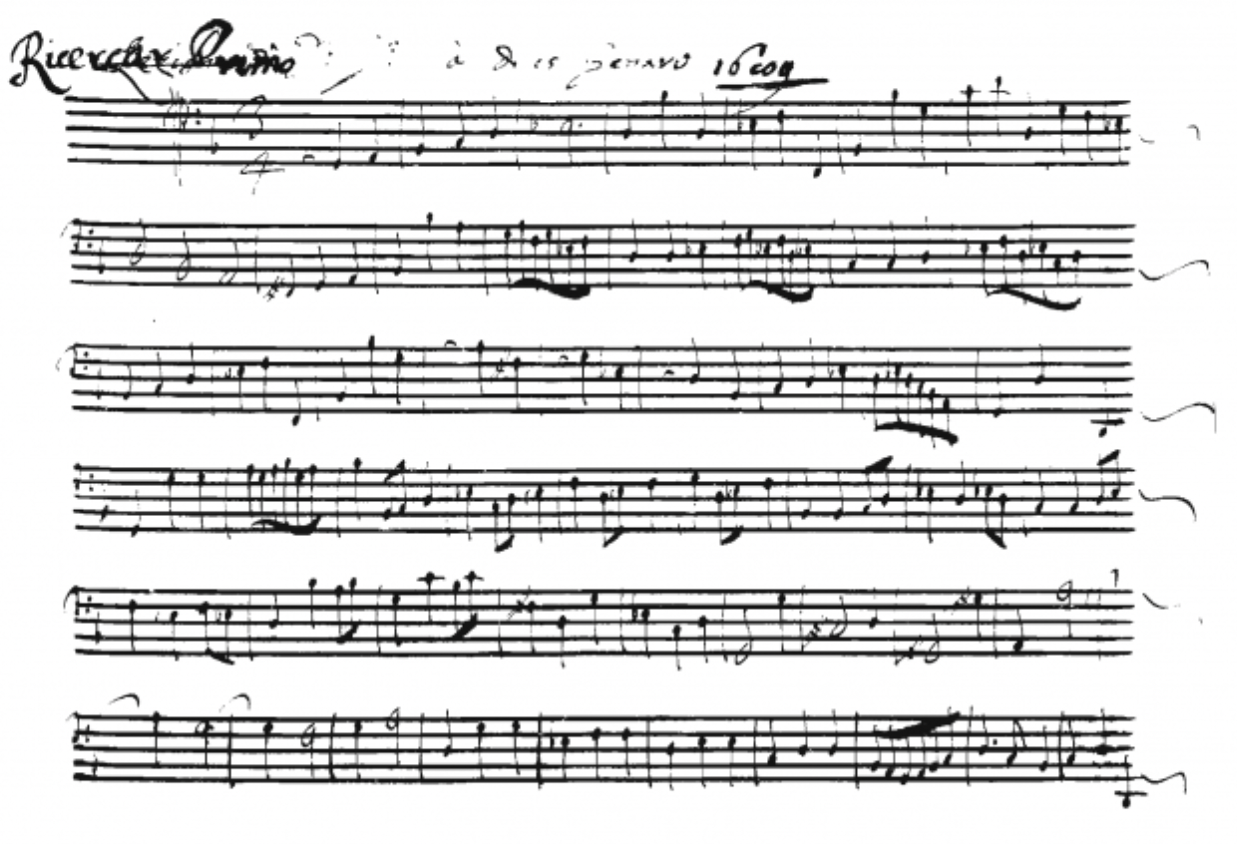
Partition de Ricercar Primo, de Domenico Gabrielli, pour violoncelle seul

## Principales œuvres pourvioloncelleseul
| Compositeur                     | Œuvre                                                                           | Notes |
| ------------------------------- | ------------------------------------------------------------------------------- | --- |
| Jean-Sébastien Bach (1685-1750) | Six suites pour violoncelle BWV 1007-1012                                       | Ces suites sont fondamentales pour le violoncelliste. |
| Nicolas Bacri                   | Suites pour violoncelle seul, opus 31 et 50                                     | |
| Bruno Letort                    | The Cello stands vertically though...                                           | |
| Conrad Beck                     | Für Paul Sacher : Drei Epigramme für Violoncello solo                           | Dans le cadre du cycle commandé par Mstislav Rostropovitch en hommage à Paul Sacher |
| Luciano Berio                   | Les mots sont allés                                                             | Dans le cadre du cycle commandé par Mstislav Rostropovitch en hommage à Paul Sacher |
| Ernest Bloch (1880-1959)        | Trois Suites pour violoncelle                                                   | Écrites pour Zara Nelsova |
| Benjamin Britten (1913-1976)    | Suite no 1, en sol majeur, op. 72                                               | Écrites pour Mstislav Rostropovitch |
| Benjamin Britten (1913-1976)    | Suite no 2, en ré majeur, op. 80                                                | Écrites pour Mstislav Rostropovitch |
| Benjamin Britten (1913-1976)    | Suite no 3, en ut mineur, op. 87                                                | Écrites pour Mstislav Rostropovitch |
| Benjamin Britten (1913-1976)    | Tema "Sacher"                                                                   | Dans le cadre du cycle commandé par Mstislav Rostropovitch en hommage à Paul Sacher |
| John Cage                       | Etudes Boréales pour violoncelle seul                                           | |
| Juan Ruiz Casaux                | Seis Improptus para violonchelo solo                                            | |
| Henri Dutilleux                 | Trois strophes sur le nom de Sacher                                             | Dans le cadre du cycle commandé par Mstislav Rostropovitch en hommage à Paul Sacher |
| Wolfgang Fortner                | Zum Spielen für den 70. Geburtstag : Thema und Variationen für Violoncello Solo | Dans le cadre du cycle commandé par Mstislav Rostropovitch en hommage à Paul Sacher |
| Alberto Ginastera               | Punena n°2 opus 45 « Hommage à Paul Sacher »                                    | Dans le cadre du cycle commandé par Mstislav Rostropovitch en hommage à Paul Sacher |
| Bruno Giner                     | Sol y Tierra                                                                    | Hommage à Pablo Casals et Balbino Giner Garcia |
| Cristobal Halffter              | Variationen über das Thema eSACHERe                                             | Dans le cadre du cycle commandé par Mstislav Rostropovitch en hommage à Paul Sacher |
| Hans Werner Henze               | Capriccio                                                                       | Dans le cadre du cycle commandé par Mstislav Rostropovitch en hommage à Paul Sacher |
| Paul Hindemith                  | Sonate pour violoncelle, op. 25 no 3 (1923)                                     | |
| Heinz Holliger                  | Chaconne, für Violoncello solo                                                  | Dans le cadre du cycle commandé par Mstislav Rostropovitch en hommage à Paul Sacher |
| Klaus Huber                     | Transpositio ad infinitum, für ein virtuoses Solocello                          | Dans le cadre du cycle commandé par Mstislav Rostropovitch en hommage à Paul Sacher |
| Jacques Ibert (1890-1962)       | Étude-Caprice pour un tombeau de Couperin (1949)                                | |
| Jacques Ibert (1890-1962)       | Ghirlarzana (1950)                                                              | |
| André Jolivet (1905-1974)       | Suite en concert (1965)                                                         | Créée par Reine Flachot à Madrid (18 Jan. 1966) |
| Zoltán Kodály (1882-1967)       | Sonate, op. 8 (1915)                                                            | Le violoncelle est accordé en si-fa{\displaystyle \sharp }-ré-la. Cette œuvre, fortement colorée par le mode phrygien, fait grand usage des possibilités techniques de l'instrument (pizzicati main gauche, jeu sur la touche ou sur le chevalet, harmoniques, trilles, etc.) et de la totalité de l'ambitus de l'instrument (du si1 à si6) |
| Zoltán Kodály (1882-1967)       | Capriccio (1915)                                                                | |
| György Ligeti (1923)            | Sonate pour violoncelle seul (1948-1953)                                        | |
| Witold Lutosławski              | Sacher-Variationen                                                              | Dans le cadre du cycle commandé par Mstislav Rostropovitch en hommage à Paul Sacher |
| Tristan Murail (1947)           | Attracteurs étranges, pour violoncelle (1992)                                   | Pour le 70e anniversaire de Iannis Xenakis |
| Krzysztof Penderecki (1933)     | Capriccio per Siegfried Palm (1968)                                             | |
| Krzysztof Penderecki (1933)     | Per Slava (1985/86)                                                             | |
| Max Reger (1873-1916)           | Trois Suites, op. 131                                                           | Ces suites sont calquées sur le modèle de celles de Bach (compositeur dont Max Reger était un grand spécialiste). |
| Giacinto Scelsi (1905-1988)     | Triphon (1956)                                                                  | |
| Giacinto Scelsi (1905-1988)     | Trilogie (1957/65)                                                              | |
| Giacinto Scelsi (1905-1988)     | Voyages (1974)                                                                  | |
| Giacinto Scelsi (1905-1988)     | Maknongan (1976)                                                                | |
| Alfred Schnittke (1934-1998)    | Sounding Letters (1988)                                                         | |
| Alfred Schnittke (1934-1998)    | Madrigal in Memoriam Oleg Kagan (1990)                                          | |
| Alfred Schnittke (1934-1998)    | Improvisation (1993)                                                            | |
| Peter Sculthorpe                | Requiem for « Cello Alone » (1979)                                              | Cette messe des morts pour violoncelle seul est basée sur le grégorien. |
| Iannis Xenakis (1922-2001)      | Nomos Alpha (1966)                                                              | |
| Iannis Xenakis (1922-2001)      | Kottos (1977)                                                                   | |
| Eugène Ysaÿe (1858-1931)        | Sonate en ut mineur, op. 28                                                     | |
| Kaija Saariaho (1952- 2023)     | Petals (1988)                                                                   | |
| Kaija Saariaho (1952- 2023)     | Près (1992)                                                                     | |
| Kaija Saariaho (1952- 2023)     | Sept Papillons (2000)                                                           | |

## Principalessonateset autres œuvres pourvioloncelleetpiano
| Compositeur                        | Œuvre                                                                     |
| ---------------------------------- | ------------------------------------------------------------------------- |
| Charles-Valentin Alkan (1813-1888) | Sonate de concert en mi majeur pour violoncelle et piano, op. 47 (1857)   |
| Johann Sebastian Bach (1685-1750)  | Sonate en sol majeur pour violoncelle et clavecin, BWV 1027               |
| Johann Sebastian Bach (1685-1750)  | Sonate en ré majeur pour violoncelle et clavecin, BWV 1028                |
| Johann Sebastian Bach (1685-1750)  | Sonate en sol mineur pour violoncelle et clavecin, BWV 1029               |
| Ludwig van Beethoven (1770-1827)   | Sonate en fa majeur, op. 5 no 1                                           |
| Ludwig van Beethoven (1770-1827)   | Sonate en sol mineur, op. 5 no 2                                          |
| Ludwig van Beethoven (1770-1827)   | Sonate en la majeur, op. 69                                               |
| Ludwig van Beethoven (1770-1827)   | Sonate en ut majeur, op. 102 no 1                                         |
| Ludwig van Beethoven (1770-1827)   | Sonate en ré majeur, op. 102 no 2                                         |
| Ludwig van Beethoven (1770-1827)   | 12 Variations sur « Ein Mädchen oder Weibchen », op. 66                   |
| Ludwig van Beethoven (1770-1827)   | 12 Variations sur « Judas Maccabée », WoO 45                              |
| Ludwig van Beethoven (1770-1827)   | 7 Variations sur « Bei Männern, welche Liebe fühlen », WoO 46             |
| Johannes Brahms (1833-1897)        | Sonate en mi mineur, op. 38                                               |
| Johannes Brahms (1833-1897)        | Sonate en fa mineur, op. 99                                               |
| Benjamin Britten (1913-1976)       | Sonate en ut majeur, op. 65                                               |
| Frédéric Chopin (1810-1849)        | Sonate en sol mineur, op. 65                                              |
| Frédéric Chopin (1810-1849)        | Polonaise Brillante en ut majeur, op. 3                                   |
| Frédéric Chopin (1810-1849)        | Grand Duo Concertant en mi majeur sur des thèmes de « Robert le Diable »  |
| Dmitri Chostakovitch (1906-1975)   | 3 Pièces, op. 9 (1923-1924)                                               |
| Dmitri Chostakovitch (1906-1975)   | Sonate en ré mineur, op. 40                                               |
| Claude Debussy (1862-1918)         | Sonate en ré mineur                                                       |
| Georges Enesco (1881-1955)         | Deux sonates pour violoncelle et piano, op. 26                            |
| Gabriel Fauré (1845-1924)          | Sicilienne, op. 78                                                        |
| Gabriel Fauré (1845-1924)          | Élégie en do mineur, op. 24                                               |
| Gabriel Fauré (1845-1924)          | Romance en la majeur, op. 69                                              |
| Gabriel Fauré (1845-1924)          | Sonate en ré mineur, op. 109                                              |
| Gabriel Fauré (1845-1924)          | Sonate en sol mineur, op. 117                                             |
| Olivier Greif (1950-2000)          | Sonate de Requiem, op. 283 (1992)                                         |
| Edvard Grieg (1843-1907)           | Sonate en la mineur, op. 36                                               |
| Paul Hindemith (1895-1963)         | 3 Stücke, op. 8                                                           |
| Paul Hindemith (1895-1963)         | Sonate, op. 11 no 3                                                       |
| Paul Hindemith (1895-1963)         | Drei leichte Stücke (1938)                                                |
| Paul Hindemith (1895-1963)         | Sonate en mi majeur (1948)                                                |
| Vincent d'Indy (1851-1931)         | Sonate en ré majeur, op. 84                                               |
| Zoltán Kodály (1882-1967)          | Sonate, op. 4 (1909-1910)                                                 |
| Zoltán Kodály (1882-1967)          | Sonatine (1921-1922)                                                      |
| Édouard Lalo (1823-1892)           | Allegro en mi bémol majeur, op. 16                                        |
| Édouard Lalo (1823-1892)           | Sonate en la mineur (1856)                                                |
| Guillaume Lekeu (1870-1894)        | Sonate en fa majeur (1888) (inachevée ; terminée par V. d'Indy)           |
| Franz Liszt (1811-1886)            | Première Élegie (1874), Deuxième Élégie (1877)                            |
| Franz Liszt (1811-1886)            | Romance oubliée (1880)                                                    |
| Franz Liszt (1811-1886)            | Die Zelle in Nonenwerth (1883)                                            |
| Franz Liszt (1811-1886)            | La lugubre gondola (1885)                                                 |
| Albéric Magnard (1865-1914)        | Sonate en la majeur, op. 20                                               |
| Bohuslav Martinů (1890-1959)       | Sonate no 1, H. 277 (1939)                                                |
| Bohuslav Martinů (1890-1959)       | Sonate no 2, H. 286 (1941)                                                |
| Bohuslav Martinů (1890-1959)       | Variations sur un thème de Rossini, H. 290 (1942)                         |
| Bohuslav Martinů (1890-1959)       | Sonate no 3, H. 340 (1952)                                                |
| Bohuslav Martinů (1890-1959)       | Variations sur un thème slovaque, H. 378 (1959)                           |
| Felix Mendelssohn (1809-1849)      | Variations concertantes, op. 17                                           |
| Felix Mendelssohn (1809-1849)      | Sonate no 1, en si bémol majeur, op. 45                                   |
| Felix Mendelssohn (1809-1849)      | Sonate no 2, en ré majeur, op. 58                                         |
| Felix Mendelssohn (1809-1849)      | Lied ohne Worte, en ré majeur, op. 109                                    |
| Nikolaï Miaskovski (1881-1950)     | Sonate no 1, en ré majeur, op. 12                                         |
| Nikolaï Miaskovski (1881-1950)     | Sonate no 2, en la mineur, op. 81                                         |
| Gabriel Pierné (1863-1937)         | Sonate en fa dièse mineur, op. 46                                         |
| Francis Poulenc (1899-1963)        | Sonate (1948)                                                             |
| Sergueï Prokofiev (1891-1953)      | Suite, op. 21                                                             |
| Sergueï Prokofiev (1891-1953)      | Sonate en ut majeur, op. 119                                              |
| Sergueï Prokofiev (1891-1953)      | Sonate en ut dièse mineur, op. 134                                        |
| Sergueï Rachmaninov (1873-1943)    | Sonate en sol mineur, op. 19 (1901)                                       |
| Max Reger (1873-1916)              | Sonate en fa mineur, op. 5                                                |
| Max Reger (1873-1916)              | Sonate en sol mineur, op. 28                                              |
| Max Reger (1873-1916)              | Sonate en fa majeur, op. 78                                               |
| Max Reger (1873-1916)              | Sonate en la mineur, op. 116                                              |
| Anton Rubinstein (1829-1894)       | Sonate no 1, en ré majeur, op. 18                                         |
| Anton Rubinstein (1829-1894)       | Sonate no 2, en sol majeur, op. 39                                        |
| Camille Saint-Saëns (1835-1921)    | Suite, op. 16                                                             |
| Camille Saint-Saëns (1835-1921)    | Sonate no 1, en ut mineur, op. 32                                         |
| Camille Saint-Saëns (1835-1921)    | Sonate no 2, en fa majeur, op. 123                                        |
| Franz Schubert (1797-1828)         | Sonate « Arpeggione » D. 821                                              |
| Robert Schumann (1810-1856)        | Fantasiestücke, op. 73                                                    |
| Robert Schumann (1810-1856)        | 5 Stücke im Volkston, op. 102                                             |
| Antonio Vivaldi (1678-1741)        | 11 (12 ?) sonates pour violoncelle et basse continue (RV 38-RV 47, RV 83) |
| Charles-Marie Widor (1844-1937)    | Sonate pour violoncelle et piano en ré majeur, op. 84                     |

## Principauxconcertospourvioloncelleetorchestre
| Compositeur                          | Œuvre |
| ------------------------------------ | --- |
| Samuel Barber (1910-1981)            | Concerto, op. 22 |
| Luigi Boccherini (1743-1805)         | Concerto n°1, en mi bémol majeur, G. 474 |
| Luigi Boccherini (1743-1805)         | Concerto n°2, en la majeur, G. 475 |
| Luigi Boccherini (1743-1805)         | Concerto n°3, en ré majeur, G. 476 |
| Luigi Boccherini (1743-1805)         | Concerto n°4, en ut majeur, G. 477 |
| Luigi Boccherini (1743-1805)         | Concerto n°5, en ré majeur, G. 478 |
| Luigi Boccherini (1743-1805)         | Concerto n°6, en ré majeur, G. 479 |
| Luigi Boccherini (1743-1805)         | Concerto n°7, en sol majeur, G. 480 |
| Luigi Boccherini (1743-1805)         | Concerto n°8, en ut majeur, G. 481 |
| Luigi Boccherini (1743-1805)         | Concerto n°9, en si bémol majeur, G. 482 |
| Luigi Boccherini (1743-1805)         | Concerto n°10, en ré majeur, G. 483 |
| Luigi Boccherini (1743-1805)         | Concerto n°11, en ut majeur, G. 573 |
| Benjamin Britten (1913-1976)         | Symphonie pour violoncelle, op. 68 (1963) |
| Dmitri Chostakovitch (1906-1975)     | Concerto n°1, op. 107 |
| Dmitri Chostakovitch (1906-1975)     | Concerto n°2, op. 126 |
| Edison Denisov (1929-1996)           | Concerto pour violoncelle (1973) |
| Edison Denisov (1929-1996)           | Tod ist ein langer Schlaf (Смерть — это долгий сон — La Mort est un long sommeil) — Variations sur un canon de Haydn pour violoncelle et orchestre (1982) |
| Henri Dutilleux (1916)               | Concerto Tout un monde lointain… |
| Antonín Dvořák (1841-1904)           | Concerto en si mineur, op. 104 |
| Sir Edward Elgar (1857-1934)         | Concerto en mi mineur, op. 85 |
| Joseph Haydn (1732-1809)             | Concerto en ut majeur, Hob. VII B/1 |
| Joseph Haydn (1732-1809)             | Concerto en ré majeur, Hob. VII B/2 |
| Paul Hindemith (1895-1963)           | Concerto, op. 3 (1916) |
| Paul Hindemith (1895-1963)           | Kammermusik n°3 pour violoncelle et ensemble, op. 36/2 (1925)                                                                                             |
| Paul Hindemith (1895-1963)           | Concerto en sol (1940) |
| Dmitri Kabalevski (1904-1987)        | Concerto n°1, en sol mineur, op. 49 |
| Dmitri Kabalevski (1904-1987)        | Concerto n°2, en ut majeur, op. 77 |
| Édouard Lalo (1823-1892)             | Concerto en ré mineur |
| György Ligeti (1923)                 | Concerto pour violoncelle (1966) |
| Witold Lutosławski (1913-1994)       | Concerto (1970) |
| Krzysztof Penderecki (1933)          | Concerto (1972) |
| Krzysztof Penderecki (1933)          | Concerto n°2 (1982) |
| Sergueï Prokofiev (1891-1953)        | Concerto en mi mineur, op. 58 |
| Sergueï Prokofiev (1891-1953)        | Symphonie concertante pour violoncelle, op. 125 |
| Camille Saint-Saëns (1835-1921)      | Concerto en la mineur, op. 33 |
| Camille Saint-Saëns (1835-1921)      | Concerto en ré mineur, op. 119 |
| Robert Schumann (1810-1856)          | Concerto en la mineur, op. 129 |
| Piotr Ilitch Tchaïkovski (1840-1893) | Variations sur un thème Rococo, op. 33 |
| Henri Vieuxtemps (1820-1881)         | Concerto n°1, op. 46 |
| Henri Vieuxtemps (1820-1881)         | Concerto n°2, op. 50 |
| Antonio Vivaldi (1678-1741)          | Au moins 27 concertos pour violoncelle, cordes et basse continue (RV 398 à RV 424)                                                                        |
| Antonio Vivaldi (1678-1741)          | Concerto, en sol mineur, pour 2 violoncelles, cordes et basse continue (RV 531)                                                                           |
| Antonio Vivaldi (1678-1741)          | De nombreux concertos grossos avec un ou deux violoncelles                                                                                                |
| Mieczyslaw Weinberg (1919-1996)      | Concerto en ut mineur, op. 43 |